# Haukijärvi (Gällivare socken, Lappland, 748868-173925)
Haukijärvi är en sjö i Gällivare kommun i Lappland och ingår i Kalixälvens huvudavrinningsområde. Sjön har en area på 0,322 kvadratkilometer och ligger 377 meter över havet. Haukijärvi ligger i Torne och Kalix älvsystem Natura 2000-område.